# Каласасайя
Храм Каласасайя (от kala — камень и saya или sayasta — стоящий) или Храм стоящих камней — древний храм на территории крупного центра археологических раскопок доколумбийской цивилизации Тиуанако в Боливии. Предположительно храм Каласасайя, как и весь комплекс Тиуанако, относится к периоду с 200 года до нашей эры по 200 год нашей эры. С 2000 года входит в список Всемирного наследия UNESCO.
Раскопки 1957—1960 годов расчистили всю площадь древнего храма. Общая площадь постройки составляет (135 х 120 м) 1,47 гектара. Большая часть постройки находится ниже уровня земли, поэтому в сам храм ведет лестница с 6 ступенями, высеченная из цельного камня. По сторонам храма располагается 14 полуподземных комнат, по 7 штук с каждой стороны. Там же находятся Врата Солнца.
Вероятно, Каласасайя строился поэтапно на месте предыдущего строения.
Храм Каласасайя использовался для астрономических наблюдений: известно, что с помощью стоящих столбов и солнца можно было установить текущую дату 365-дневного года с точностью до дня. Во время весеннего и осеннего равноденствий (то есть 21 марта и 21 сентября соответственно) солнечный свет проходил точно через центр главных ворот храма. Это позволяет с уверенностью говорить о том, что цивилизация Тиуанако отлично разбиралась в астрономии.